# Museo Ghibli

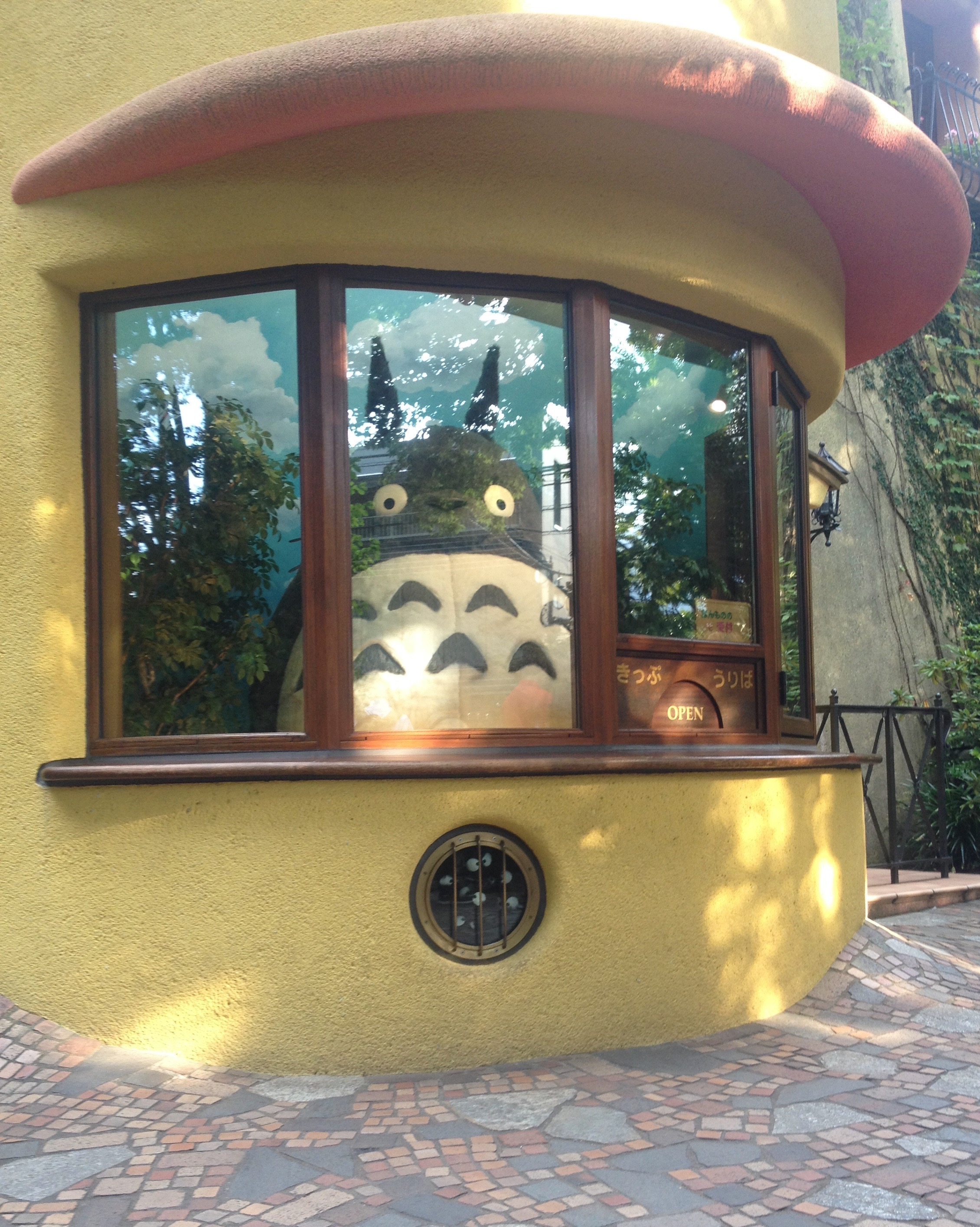

El Museo Ghibli es un museo comercial que exhibe los trabajos de anime hechos por el Estudio Ghibli. Fue inaugurado en 2001. El museo está ubicado en Mitaka, Japón, al oeste de Tokio.

## Transporte
El museo está a unos 20 minutos de la estación Mitaka. Al salir de la estación se pueden ver letreros que indican de donde salen los buses en dirección al museo. Si se desea, se puede ir caminado, es un poco más de un kilómetro que se puede recorrer a lo largo de un río. La dirección exacta es 1-1-83 Shimorenjaku, Mitaka-shi, Tokio 181-0013.

## Atracciones
Las principales zonas en las que se divide son:
- Cine Saturno
- Exhibiciones permanentes
- Exhibiciones extraordinarias
- Sala del Gato-bús
- Terraza superior con la réplica a tamaño real del robot de ‘El Castillo en el Cielo’, el guardián del museo.
- Tienda “Mamma Aiuto”
- Cafetería “Sombrero de Paja”

## Cortometrajes del Museo Ghibli
Los siguientes cortometrajes son exhibidos exclusivamente en orden rotatorio en el teatro Saturn dentro de las instalaciones del Museo Ghibli in Mitaka, Tokio.

### Caza de ballenas
Kujiratori (くじらとり?  lit. "Whale Hunt") es un cortometraje mostrado exclusivamente en el Museo Ghibli in Mitaka, Japón en 2001. La película tiene una duración de 16 minutos. Está dibujada de una manera diferente y con estilo simple comparada con otras películas características de Studio Ghibli, usa una gama de colores pastel brillante. 
Kujiraori cuenta la historia de unos pequeños estudiantes jugando a construir un bote. En cierto punto, la imaginación sustituye la realidad, encontrándose en el océano, cazando una ballena. Como esperaban, aparece una enorme y gentil ballena, acompañándolos de vuelta a tierra y jugando con ellos. Luego, la fantasía termina y los niños vuelven a su salón de clases.
La película fue exhibida en el año 2002, en el festival de cine New York International Children's Film Festival. Ganó el premio Ōfuji Noburō en los premios Mainichi Film Award en 2001.

### El gran paseo de Koro
Koro's Big Day Out (コロの大さんぽ 'Koro no daisanpo'?) es un cortometraje del año 2002 escrito y dirigido por Miyazaki. Tiene una duración total de 15 minutos.

### Mei y el Gatitobús
Mei and the Kittenbus (めいとこねこバス 'Mei to Konekobasu'?) es una secuela de la película Mi vecino Totoro estrenada en 2002 con una duración de 13 minutos, escrita y dirigida por Miyazaki. Chika Sakamoto, quien actuó la voz de Mei en Totoro, continuó actuando a su personaje en este cortometraje. El mismo Miyazaki actuó las voces de Gatobús y Totoro. El corto se concentra en el personaje Mei Kusakabe de la película original y las hazañas que realizó una noche con Gatitobús (cría del personaje Gatobús de la película original) y otros vehículos con rasgos gatunos.
El cortometraje es regularmente exhibido en el Museo Ghibli, pero no ha sido publicado en formatos de video caseros. Se exhibió momentáneamente en los Estados Unidos en 2006 en honor al estreno de El viaje de Chihiro. Y fue expuesto en la fundación Juvenile Diabetes Research Foundation días después para recaudación de fondos.

### La araña de agua Monmon
Mizugumo Monmon (水グモもんもん?   lit. Water Spider Monmon) es un corto japonés animado del año 2006, producido por el estudio de ánime, Studio Ghibli. Puede ser visto en el Museo Ghibli en Mitaka, Tokio, Japón.
La historia se basa en parte en "Boro, la oruga", una idea que Hayao Miyazaki consideró trabajar antes de comenzar la producción de La princesa Mononoke. El personaje principal del cortometraje es una araña de agua que parece enamorarse de una mosquito. Aunque al principio parece asustarle, después la mosquito se logra acostumbrar a la presencia de la araña.

### El día que coseché un planeta
Hoshi o Katta Hi (星をかった日?  literally "The Day [I] Raised (Harvested) a Planet") es un corto animado publicado en 2006 y producido por Studio Ghibli para su único uso en el teatro Saturn en el Museo Ghibli en Mitaka, Tokio, Japón. La filmación está basada en la historia de la escritora Naohisa Inoue.
El cortometraje trata de un niño que vive y trabaja en una granja. Un día, mientras partía a vender vegetales en el mercado, su carrito se rompió. Dos extraños, una rana y un topo, le ofrecen una extraña semilla a cambio de sus vegetales. El niño acepta y descubre que la semilla germina en un planeta miniatura. El planeta continúa creciendo, forma una atmósfera, clima y vida. Al regresar a la ciudad, se encuentra con uno de los extraños que le vendió la semilla, lo liberó de la maceta permitiendo que formara una galaxia de planetas miniatura, donde crecerá por años hasta convertirse en un verdadero planeta.

### En busca de un hogar
Looking for a Home (やどさがし Yadosagashi?) es un cortometraje mostrado únicamente en el teatro Saturn ubicado en el Museo Ghibli en Mitaka, Japón. Su fecha de lanzamiento fue en enero de 2006 y cuenta con una duración de 12 minutos.
Fuki comienza un viaje solo con una gran mochila en busca de un nuevo hogar. En su camino, Fuki encuentra y se hace amiga de varias manifestaciones del mundo natural, desde insectos hasta un dios parecido a Totoro. Todos los efectos de sonido en el corto fueron hechas por una voz humana. Tomando en cuenta al público que no habla japonés, el corto tiene poco o bien nada dialogado en el idioma japonés y la historia está contada casi completamente a través del arte y los efectos de sonido. El sonido también es representado en la pantalla como escritos animados. La historia y guion original fueron escritos por Hayao Miyazaki.

### El cuento de un peleador de sumo
A Sumo Wrestler's Tail (ちゅうずもう?) es un corto japonés de género fantástico con dirección de Akihiko Yamashita y escrita por Hayao Miyazaki hecha para ser exhibida en el Museo Studio Ghibli. Fue estrenada en el museo en el año 2010.
Miyazaki basó la historia en el cuento japonés Nezumi no Sumo (ねずみのすもう).
Chu Zumo es la historia de un viejo granjero que descubre un grupo de ratas dirigiéndose a una pelea de sumo. Después de que pierden miserablemente, decide alimentarlas para aumentar sus posibilidades de ganar.

### Sr. Masa y la princesa Huevo
Mr. Dough and the Egg Princess (パン種とタマゴ姫 Pandane to Tamago Hime?) es un cortometraje estrenado en el año 2010 con una duración total de 12 minutos.

### Búsqueda del tesoro
Treasure Hunting (たからさがし Takara sagashi?) es un corto del año 2011. Tiene una duración de 9 minutos.